# Зульценбахер, Клаус
Клаус Зульценбахер (нем. Klaus Sulzenbacher; 3 февраля 1965, Китцбюэль) — австрийский двоеборец, обладатель четырёх олимпийских медалей, чемпион мира в эстафете.

## Карьера
На международной арене дебютировал 17 декабря 1983 года на первом в истории этапе Кубка мира по двоеборью в австрийском Зефельде, где показал шестой результат. В том же году занял девятое место на Олимпиаде в Сараево. Эта гонка стала единственной олимпийской гонкой в карьере австрийца, которую он закончил без медали.
В начале олимпийского сезона 1987/88 Зульценбахер одержал первую победу в карьере на домашнем этапе в Бад-Гойзерне. Из семи этапов австриец выиграл четыре, еще дважды был вторым, что позволило ему одержать уверенную победу на общем зачёте, став первым австрийцем, которому покорилось это достижение.
На Олимпийских играх в Калгари Зульценбахер завоевал две медали. В личной гонке, которая впервые проводилась по системе Гундерсена австриец выиграл прыжковую часть, но не смог удержать минутное преимущество в лыжной гонке на 15 километров. По времени гонки Зульценбахер был лишь 17-м, но по сумме двоеборья стал вторым, уступив 19 секунд швейцарцу Ипполиту Кемпфу. В командном турнире австрийцы были вторыми на трамплине всего в 16 секундах от сборной ФРГ. В лыжной гонке они не только не смогли догнать немцев, но еще и пропустили вперед сборную Швейцарии, став третьими.
В сезоне 1988/89 Зульценбахер лишь трижды попал на подиум этапов и не смог защитить чемпионское звание, став вторым. Победившему норвежцу Тронду-Арне Бредесену он уступил 10 очков. Вторую победу в Кубке мира австриец одержал в сезоне 1989/90, выиграв пять этапов из девяти. Он стал первым в истории многократным обладателем Кубка мира. Два следующих сезона завершал на второй строчке общего зачёта, уступая норвежцу Фреду Бёрре Лундбергу и французу Фабрису Ги соответственно.
Свои единственные медали на чемпионатах мира Зульценбахер завоевал в 1991 году на первенстве в Валь-ди-Фьемме. В личной гонке он был вторым после Лундберга, а в командном турнире австрийцы смогли одержать победу.
На Олимпийских играх в Альбервиле Зульценбахер завоевал две бронзовые медали. В личном турнире австриец поднялся с четвёртого места после прыжковой части, проиграв лишь двум французским двоеборцам, а в командном турнире австрийцы были вторыми после прыжков, но вынуждены были пропустить вперед норвежскую команду.
После Олимпийских игр завершил спортивную карьеру. Всего в Кубке мира одержал 14 побед, 31 раз пробивался в тройку сильнейших. Лишь в сезоне 2000/01 Феликс Готтвальд стал вторым австрийцем, выигравшим общий зачёт Кубка мира.